# Wasting Time
"Wasting Time" je pjesma američkog rock sastava Blink-182, objavjena 20. svibnja 1996. godine u Australiji, i 28. lipnja 1996. godine po svijetu, kao drugi i konačni singl s debitantskog studijskog albuma sastava, Cheshire Cat iz 1995. godine.

## Pozadina
Prva inačica pjesme "Wasting Time" prvo se pojavila na split albumu sa sastavom Iconoclasts, Short Bus iz 1994. godine.
"Wasting Time" pjesma je o pokušajima pridobijanja djevojkine pažnje, do pisanja pjesme o njoj. Rečenicu "In my town, you can’t drive naked" je predložio inženjer zvuka Jeff Forrest, kada je Hoppus snimao vokale za pjesmu u Doubletime Studios u San Diegu. "Jeff nakon toga više nije predlagao ideje za ovo nasumično proaktivno udruženje, al' mi nismo ni pitali," prisjetio se bubnjar Scott Raynor 2010. godine.
Mike Halloran sa XETRA-FM radija, i producent O, smatrali su "Wasting Time" debitantskim singlom sastava, ali su ipak odabrali "M+M's". "Wasting Time" objavljena je kao singl, a objavila ga je diskografska kuća Cargo/Grilled Cheese na ljeto 1996. godine, te je bio konačni singl s albuma Cheshire Cat. Objavljena je i na "Australian Tour EP", koji sadrži i dvije rane snimke pjesama "Lemmings" i "Enthused" koje su se kasnije pojavile na drugom studijskom albumu sastava Dude Ranch.

## Recenzije
Novinar za MTV News James Montgomery, napisao je da je "Odrastao kao obožavatelj Blinka [...] Nekada sam puštao "Wasting Time" u om Caprice Classicu iz '88-e pa sam ju i snimio na mixtape za svoju tadašnju curu."

## Popis pjesama
| CD (1996.) | CD (1996.)                                                            | CD (1996.) | CD (1996.) | CD (1996.) | CD (1996.) | CD (1996.) | CD (1996.) | CD (1996.) | CD (1996.) |
| Br.        | Skladba                                                               | Trajanje   |            |            |            |            |            |            |            |
| ---------- | --------------------------------------------------------------------- | ---------- | ---------- | ---------- | ---------- | ---------- | ---------- | ---------- | ---------- |
| 1.         | »Wasting Time«                                                        | 2:46       |            |            |            |            |            |            |            |
| 2.         | »Wrecked Him«                                                         | 2:56       |            |            |            |            |            |            |            |
| 3.         | »Lemmings« (drugačija od one koja se pojavljuje na albumu Dude Ranch) | 2:50       |            |            |            |            |            |            |            |
| 4.         | »Enthused« (drugačija od one koja se pojavljuje na albumu Dude Ranch) | 2:43       |            |            |            |            |            |            |            |
| 10:35      |                                                                       |            |            |            |            |            |            |            |            |

## Zasluge
- Mark Hoppus – bas-gitara, vokali
- Tom DeLonge – gitara, vokali
- Scott Raynor – bubnjevi